# Nieciekawa historia
Nieciekawa historia − polski film psychologiczny z 1982 roku w reżyserii Wojciecha Jerzego Hasa, zrealizowany na podstawie opowiadania Antona Czechowa pod tym samym tytułem.
Zdjęcia do filmu powstały w Tarnowie.

## Obsada
- Gustaw Holoubek − profesor medycyny
- Hanna Mikuć − Katarzyna, aktorka
- Anna Milewska − Weronika, żona profesora
- Elwira Romańczuk − Liza, córka profesora
- Janusz Gajos − Gnekker, narzeczony Lizy
- Marek Bargiełowski − Michał, aktor
- Janusz Michałowski − Piotr, asystent profesora
- Jan Konieczny − doktorant
- Leszek Żentara − student
- Jerzy Zygmunt Nowak − kelner w zajeździe
- Włodzimierz Musiał − służący profesora
- Władysław Dewoyno − Mikołaj, woźny na uniwersytecie
- Ewa Frąckiewicz − służąca Katarzyny